# Charline Labonté
Pour les articles homonymes, voir Labonté.

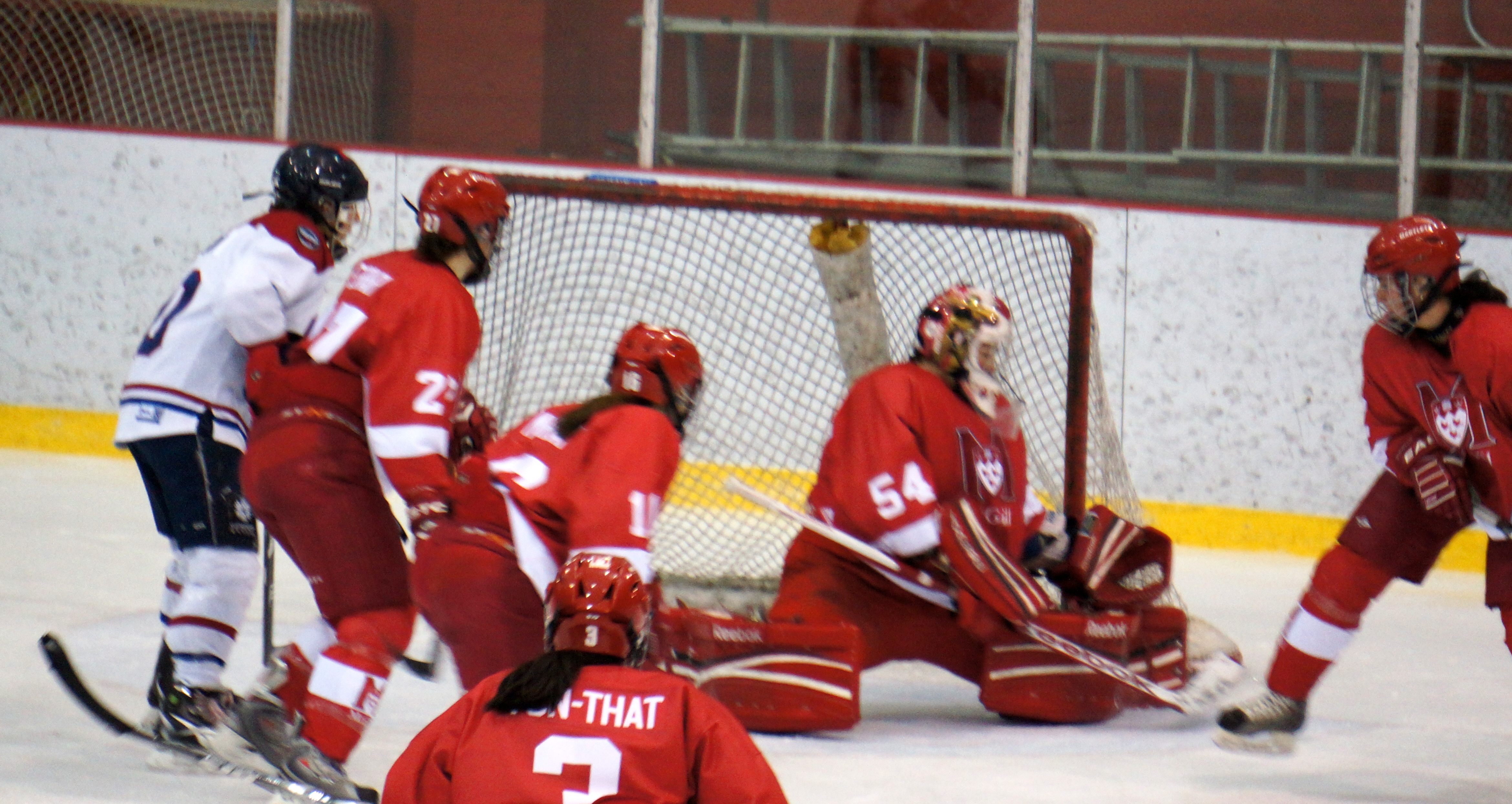
Labonté sous l'uniforme des Martlets de McGill

Charline Labonté, dite Charlie Labonté, (née le 15 octobre 1982 à Boisbriand, Québec au Canada) est une joueuse canadienne de hockey sur glace qui a évolué en ligue masculine et féminine au poste de gardienne de but. Elle remporte trois médailles d'or aux Jeux de Turin en 2006, Vancouver en 2010 et Sotchi en 2014. Elle représente également le Canada aux championnats du monde, remportant deux médailles d'or et six médailles d'argent.
Labonté remporte trois ans d'affilée le championnat universitaire avec son équipe puis la Coupe Clarkson avec les Canadiennes de Montréal en 2017.

## Biographie

### Carrière en club

#### Carrière en club masculin
Au cours des saisons 1999-2000 et 2000-2001, elle a joué 28 matchs avec le Titan d'Acadie-Bathurst dans la Ligue de hockey junior majeur du Québec. Elle est la deuxième femme à jouer dans cette ligue masculine après Manon Rhéaume. Labonté participe aux Jeux du Canada d'hiver de 1999 pour l'équipe masculine du Québec.

#### SIC
Au niveau universitaire, Labonté évolue cinq saisons (de 2007 à 2012) pour les Martlets de McGill dans la conférence du Québec. Elle contribue aux succès des Martlets avec la conquête de 5 championnats du Québec et de 3 championnats nationaux canadiens (2007-2008,2008-2009 et 2010-2011) Au cours de sa carrière universitaire, elle est nommée dans la première équipe d'étoiles durant ses 5 années universitaires (2007-2008, 2008-2009, 2009-2010, 2010-2011,2011-2012) et sur l'équipe d'étoiles des séries éliminatoires 2009-10 par le Sport interuniversitaire canadien .

#### LNHF
Auparavant, elle joue une saison (en 2004-2005) pour l'Axion de Montréal dans la Ligue nationale de hockey féminin.

### Carrière au niveau international
Elle était l'une des deux gardiennes de buts de l'équipe du Canada de hockey sur glace féminin aux Jeux olympiques d'hiver de 2006 à Turin avec laquelle elle a remporté le titre olympique.

### Vie personnelle
En mai 2012, Labonté obtient un diplôme en éducation physique de l'Université McGill. Lors de l'automne 2012, elle entreprendra une maîtrise en éducation physique. Le 11 juin 2014, elle dévoile son homosexualité et sa relation avec Anastasia Bucsis. Elle apparaît à l’âge de 11 ans dans l’émission La Petite Vie, car elle est la gardienne de but qui jouait dans la ruelle dans le générique d'ouverture de chaque émission.

## Honneurs et distinctions individuelles

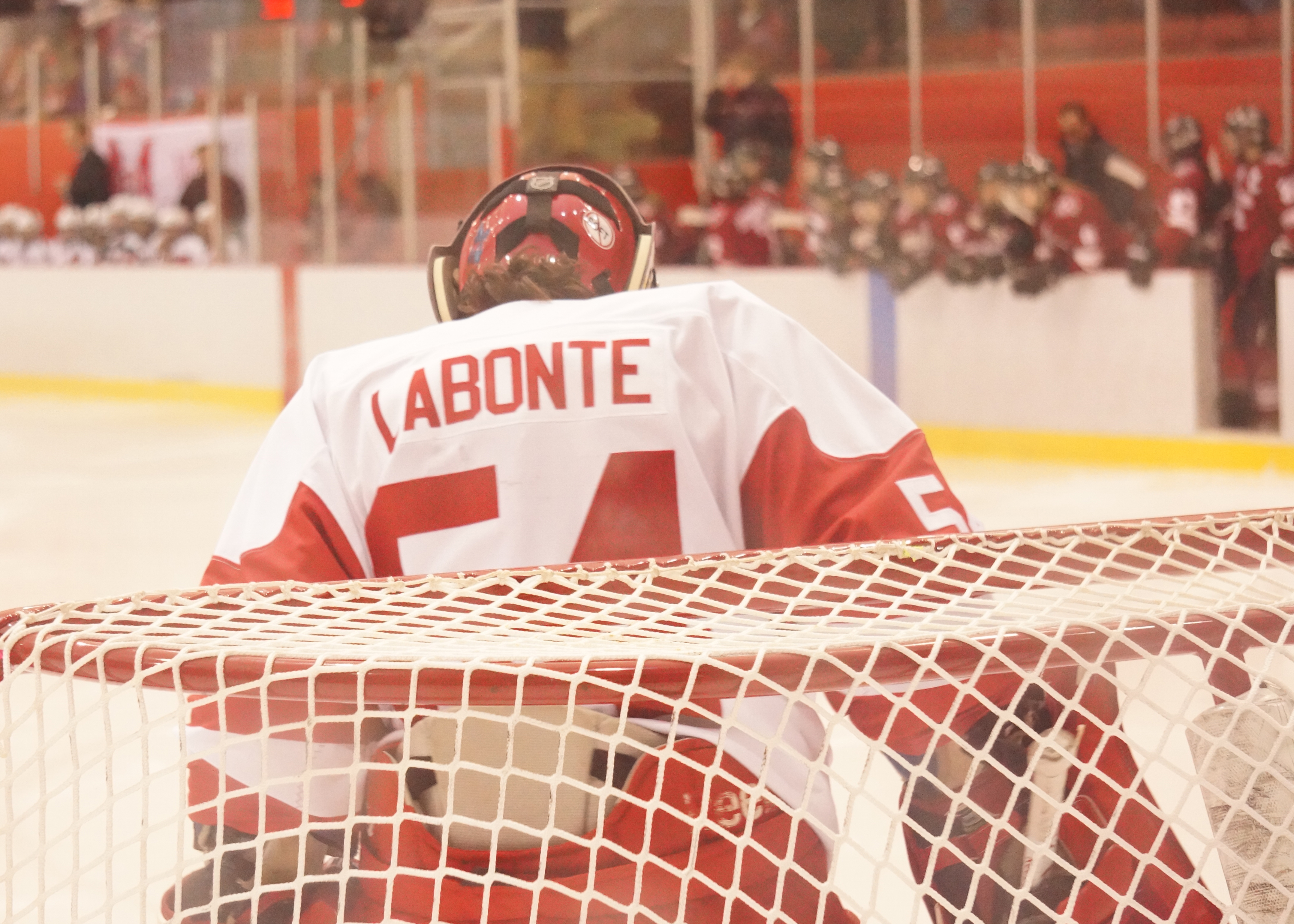
Labonté est élue durant 5 saisons consécutives dans la première équipe d'étoiles du Championnat universitaire canadien de hockey sur glace féminin

- Triple médaillée d'or aux Jeux olympiques d'hivers (2006, 2010 et 2014) [4]
- Médaillée d'or au Championnat du monde de hockey sur glace féminin 2007 et 2012
- Médaillée d'argent au Championnat du monde de hockey sur glace féminin de 2005, 2008, 2009 et 2011.